# Powerage
Powerage är det femte studioalbumet av den australiensiska hårdrocksgruppen AC/DC, utgivet i maj 1978. Det är det första av gruppens album som basisten Cliff Williams medverkar på. Albumet var producerat av Harry Vanda och George Young, vilket skulle bli det sista studioalbumet på nästan tio år som de producerade åt AC/DC fram tills Blow Up Your Video.

## Låtlista
Alla låtar är skrivna och komponerade av Bon Scott, Angus Young och Malcolm Young. 
| Nr           | Titel                   | Längd |
| ------------ | ----------------------- | ----- |
| 1.           | Rock 'n' Roll Damnation | 3:37  |
| 2.           | Down Payment Blues      | 6:03  |
| 3.           | Gimme a Bullet          | 3:21  |
| 4.           | Riff Raff               | 5:12  |
| 5.           | Sin City                | 4:45  |
| 6.           | What's Next to the Moon | 3:31  |
| 7.           | Gone Shootin'           | 5:05  |
| 8.           | Up to My Neck in You    | 4:13  |
| 9.           | Kicked in the Teeth     | 3:53  |
| Total längd: | Total längd:            | 39:24 |

På den Europeiska utgåvan återfinns också låten Cold Hearted Man.

## Medverkande
| AC/DC - Angus Young – gitarr - Malcolm Young – gitarr - Bon Scott – sång - Phil Rudd – trummor - Cliff Williams – bas | Produktion - Harry Vanda – producent - George Young – producent - Mark Opitz – inspelningstekniker Omslag - Bob Defrin – omslag - Jim Houghton – foto |